# Хорхе Рафаель Відела
Хо́рхе Рафае́ль Віде́ла (ісп. Jorge Rafael Videla; 2 серпня 1925, Мерседес, Буенос-Айрес, Аргентина — 17 травня 2013, Маркос-Пас, Буенос-Айрес, Аргентина) — аргентинський військовий та державний діяч, дивізійний генерал аргентинської армії, один із організаторів державного перевороту 1976 року в Аргентині, за результатами якого обійняв посаду президента країни. Де-факто — диктатор Аргентини у 1976—1981 роках.
Після повернення до влади демократичного уряду Відела був звинувачений у масштабних порушеннях прав людини і злочинах проти людяності, що масово вчинялися під час здійснення операції «Кондор» та ведення Брудної війни, зокрема, але не виключно, у викраденнях людей, тортурах, вбивствах активістів, політичних опонентів (як реальних, так і підозрюваних), членів їх сімей, у створенні секретних центрів незаконного утримання тощо. Після повернення Аргентини до демократичного правління Віделу засудили за ці злочини і він був позбавлений волі до кінця життя.

## Дитинство
Хорхе Рафаель Відела народився 2 серпня 1925 року в місті Мерседес, що в провінції Буенос-Айрес. Хлопчик був третім із п'яти синів армійського полковника Рафаеля Еухеніо Відели Бенголеа та Марії Ольги Редондо Охеа. Ім'я Хорхе Рафаель він отримав на честь двох старших братів-близнюків, які померли від кору 1923 року. 

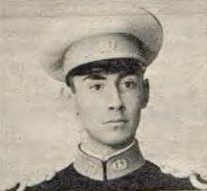
Хорхе Відела під час навчання у Національному військовому коледжі

Родина Відели була відомою в провінції, багато його предків обіймали високі державні посади. Дід Хорхе, Хасінто, був губернатором провінції Сан-Луїс у 1891—1893 роках, а його прапрадід, Блас, брав участь у війнах за незалежність іспанських колоній, по завершенню яких пішов у політику та став лідером Унітарної партії в Сан-Луїсі.
Юний Хорхе почав здобувати освіту у рідному місті, а пізніше перебрався до Сан-Хосе, де навчався у місцевому коледжі. 

## Кар'єра в армії
Хорхе Рафаель Відела навчався у Національному військовому коледжі (ісп. Colegio Militar de la Nación) у період із 3 березня 1942 року по 21 грудня 1944 року. Завершивши навчання, він отримав звання молодшого лейтенанта та призначення до піхоти. 
Пізніше Відела вчився у Вищій військовій школі (ісп. Escuela Superior de Guerra) у 1952—1954 роках, закінчивши її отримав кваліфікацію штабного офіцера. Працював у Міністерстві оборони Аргентини у 1958—1960 роках, після цього — керував Військовою академією до 1962 року. 

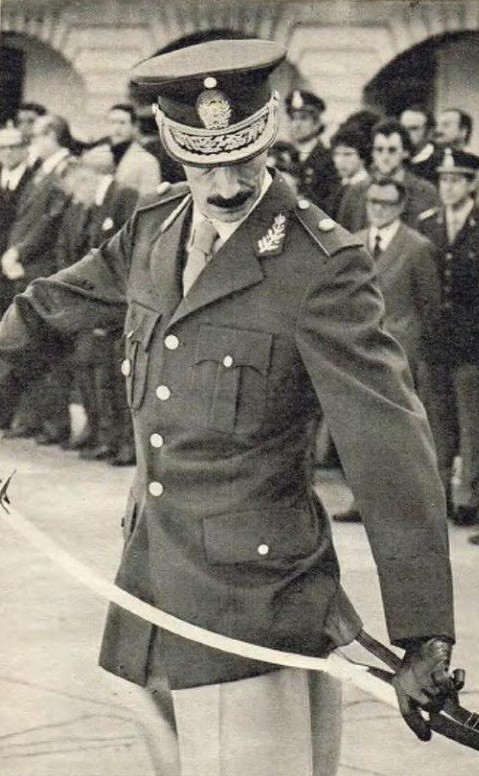
Хорхе Відела у званні бригадного генерала

1971 року отримав звання бригадного генерала і був призначений Алехандро Агустином Лануссе на посаду директора Національного військового коледжу. У такий спосіб Хорхе повернувся до рідного ВНЗ, проте у набагато вищому статусі. Наприкінці 1973 року Леандро Анайя призначив Віделу начальником штабу Сухопутних військ Аргентини. Протягом липня та серпня 1975 року Відела був головою Об'єднаного комітету начальників штабів Аргентини. 

## Державний переворот
У липні 1974 року після смерті Хуана Перона Ісабель Перон, яка обіймала посаду віцепрезидента Аргентини, згідно з конституцією зайняла пост глави держави. 

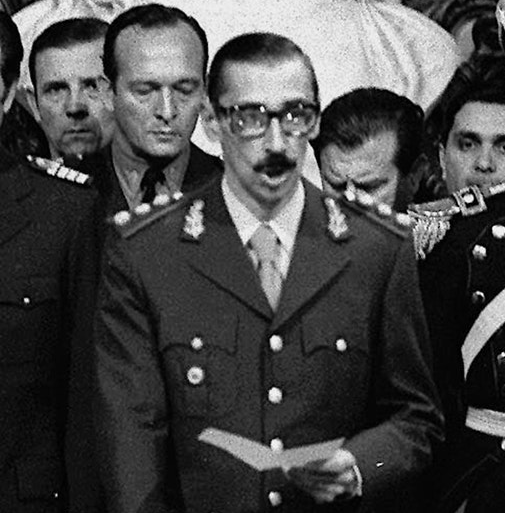
Хорхе Відела виголошує присягу президента Аргентини 29 березня 1976 року

У серпні наступного року вона довірила Віделі очолити Збройні сили Аргентини, призначивши його головнокомандувачем, що, як виявиться пізніше, стало її роковою помилкою. Ісабель через власну нерішучість, брак управлінського досвіду, втрату більшості у парламенті тощо ставала все менш та менш популярною серед населення. Політична та економічна нестабільність викликали масове незадоволення керівництвом країни. Військові лідери, яким Перон наказав допомагати дружині після його смерті, почали провадити самостійну діяльність, що ще більше дестабілізувало ситуацію. 
Скориставшись вищезазначеною ситуацією, Відела 24 березня 1976 року очолив військовий переворот, усунувши від влади легітимне керівництво Аргентини. Була утворена військова хунта, до якої, окрім самого головнокомандувачам, увійшли адмірал Еміліо Массера (представник флоту) і бригадний генерал Орландо Рамон Агості (представник авіації). Через п'ять днів після перевороту Відела офіційно оголосив себе новим Президентом Аргентини.

## Президентство

### Економічна політика
Ставши новим президентом, Відела зіштовхнувся зі значними проблемами: економіка занепадала, інфляція зростала, виробництво стагнувало. Розуміючи критичність ситуації, він зважився на радикальні реформи, запропоновані міністром Хосе Альфредо Мартінесом де Осом, який наполягав на введенні вільної торгівлі та зменшенні державного втручання у приватний сектор торгівлі. Фактично Відела залишив питання вирішення економічних проблем профільному міністерству. 
Мартінес де Ос вжив необхідних заходів для відновлення економічного зростання, відмовившись від перонізму, який передбачав доволі вагоме державне втручання в діяльність корпорацій, на користь вільної ринкової економіки. Він скасував будь-який контроль за цінами та режим валютного контролю. Чорний ринок і дефіцит зникли. Де Ос звільнив експорт (скасував заборони та квоти, а мита на експорт було скасовано) та імпорт (скасував заборони, квоти та ліцензії, поступово знизив тарифи на імпорт). Крім того, де Ос був особистим другом Девіда Рокфеллера, який посприяв позикам банку Chase Manhattan і Міжнародного валютного фонду на суму майже 1 мільярд доларів США для Аргентини. 
Унаслідок усіх цих дій рівень інфляції знизився, хоча й залишився високим як для розвиненої країни. Водночас під час правління Відели зовнішній борг країни зріс у чотири рази, а розрив у рівні життя між вищим і нижчим класами стали набагато помітнішим. 

### Міжнародні відносини

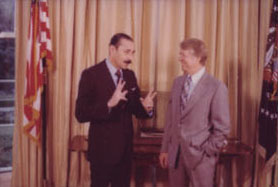
Хорхе Відела на зустрічі з Джиммі Картером у Білому домі 9 вересня 1977 року

Державний переворот планувався з жовтня 1975 року, і Державний департамент США дізнався про підготовку за два місяці до його здійснення. Після перевороту Генрі Кіссінджер кілька разів зустрічався з лідерами збройних сил Аргентини, закликаючи їх швидко знищити своїх опонентів, перш ніж у Сполучених Штатах зростуть обурення через порушення прав людини.
Державний департамент США розглядав Аргентину як оплот антикомунізму в Південній Америці, і на початку квітня 1976 року Конгрес США схвалив запит Форда, написаний Генрі Кіссінджером, про надання хунті 50 мільйонів доларів допомоги на розвиток у сфері забезпечення державної безпеки. 1977 року Міністерство оборони США дозволило виділити 700 тисяч доларів на навчання 217 аргентинських офіцерів, а в 1977 і 1978 роках Сполучені Штати продали Аргентині запасних частин до військової техніки на загальну суму понад 120 мільйонів доларів.
У той же час, 1977 року новий президент США Джиммі Картер висвітлив на загал проблеми з дотриманням прав людини в Аргентині і 1978 року переконав Конгрес припинити всі поставки американської зброї хунті.
Хоча Відела, з одного боку, був антикомуністом, його режим, з іншого боку, підтримував добрі відносини з Радянським Союзом і Китаєм, під час його правління відбулося розширення торговельних зв'язків Аргентини з обома державами.

### Порушення прав людини

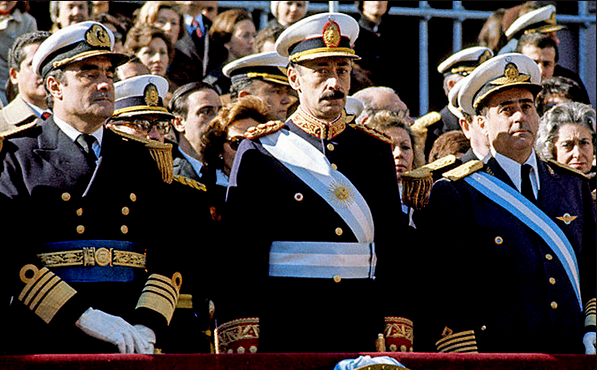
Члени урядової хунти Аргентини на військовому параді, 1978 рік

Військова хунта захопила владу в період жорсткої нестабільності в країні, коли на її території масово здійснювалися терористичні акти з боку марксистських груп ERP, Монтонерос, FAL, FAR і FAP, які пішли у підпілля після смерті Хуана Перона в липні 1974 року, і правих радикалів Аргентинського антикомуністичного альянсу на чолі з Хосе Лопесом Регою. Сам Відела ледве уникнув трьох замахів, організованих Монтонерос і ERP, у період з лютого 1976 по квітень 1977 року. Члени хунти використали боротьбу з тероризмом як виправдання для перевороту, назвавши адміністрацію «Процес національної реорганізації».
За різними оцінками у період правління військової хунти із 1976 до 1981 року від 9 до 30 тисяч аргентинців зазнали насильницького «зникнення» (ісп. Desaparecidos) і найпевніше були вбиті, багато людей були незаконно затримані та піддані тортурам, інші зазнали вигнання. Асамблея з прав людини (ісп. Asamblea por los Derechos Humanos) вважає, що 12 261 осіб було вбито або зникло безвісти під час «Процесу національної реорганізації».
Затримані за звинуваченнями у співпраці з антиурядовими групами, «зникали» просто з поліцейських дільниць, перебуваючи під вартою правоохоронців чи військових. До 4 тисяч осіб у ті роки були накачані наркотиками до стану коми, завантажені у військові літаки, роздягнені догола, а потім кинуті з висоти у води Ріо-де-ла-Плати та Атлантичного океану («польоти смерті»). Від 10 до 12 тисяч людей, які вважалися зниклими безвісти, пізніше були виявлені в підпільних в'язницях, спеціально створених для опозиції.

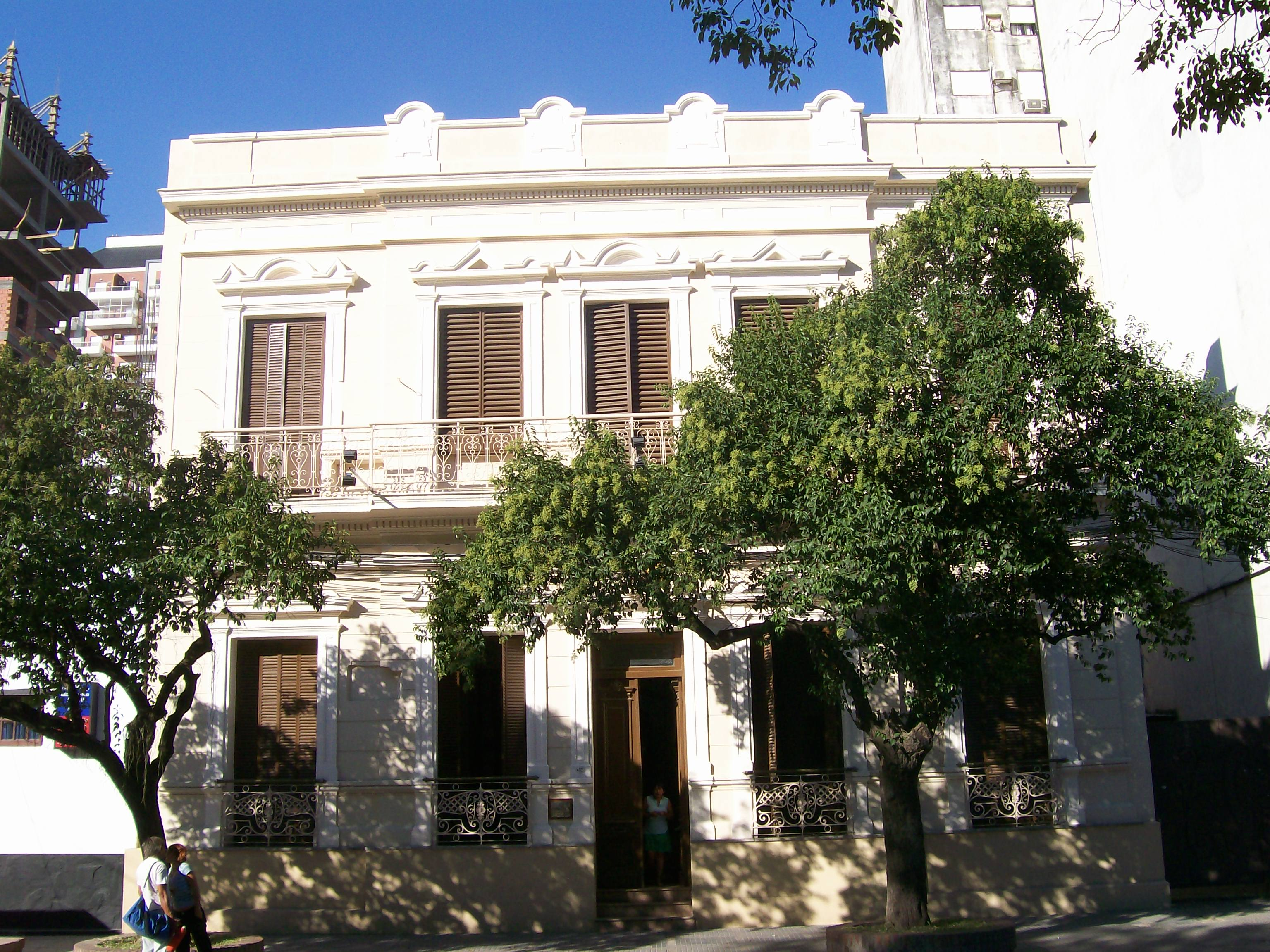
Музей пам'яті у Ресістенсії, приміщення якого слугувало в'язницею під час Брудної війни

У книзі «Disposición Final» аргентинського журналіста Сеферіно Реато озвучено, що між 1976 і 1983 роками аргентинська хунта убила 8 тисяч громадян. Тіла були заховані або знищені, щоб запобігти розповсюдженню інформації про масові репресії як усередині Аргентини, так і за її межами. Дітей, яких народжували ув'язнені жінки, забирали у матерів, а пізніше — незаконно віддавали на усиновлення.
За даними правозахисних організацій в Аргентині, серед 30 тисяч осіб, які потрапили в опалу під час правління Відели, було понад 3 тисячі євреїв. Це непропорційно велика кількість, адже євреї фактично становили  до 12% серед репресованих, хоча на них припадав лише 1% питомої маси всього населення країни. Історик Даніель Мучнік пояснює це тим, що багато євреїв тяжіли до політичного активізму та збройних груп опору, таких як ERP та FAP у цей період. Однак показання євреїв-аргентинців свідчать про те, що вони ставали жертвами не через свої політичні погляди, а через етнічну приналежність. Також відомо, що євреї зазнавали переслідувань навіть під час перебування на службі в аргентинській армії.[джерело?]

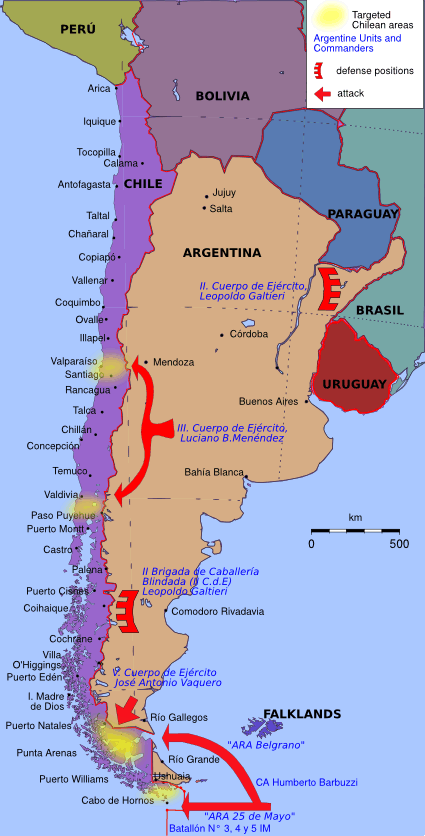
План нападу Аргентини на Чилі

Близько 11 тисяч аргентинців подали заявки на отримання грошової компенсації від держави у зв'язку з утратою близьких під час диктатури Відели. 
У політичному плані вся законодавча влада була зосереджена в руках самого Відели, а кожну важливу посаду в національному уряді обіймали вірні диктаторові військові офіцери, що унеможливлювало здійснення жодних реальних політичних заходів на захист громадян.

### Конфлікт з Чилі
Ще до початку правління Відела Аргентина мала конфлікт з Чилі щодо місця проведення кордону у протоці Бігля, зокрема претендувала на три острови у цьому регіоні. 1977 року було ухвалене арбітражне рішення, згідно з яким острови відходили Чилі. Військова хунта на чолі з Віделою не визнала рішення суду і 22 грудня 1978 року почала окупацію островів, яка отримала назву операція «Суверенітет». Лише завдяки втручанню папи Івана Павла ІІ вдалося уникнути війни між двома країнами.
Конфлікт не було повністю вирішено до усунення від влади Відели. Пізніше Договір про мир і дружбу від 1984 року між Чилі та Аргентиною (ісп. Tratado de Paz y Amistad) визнав чилійський суверенітет над островами.

## Кінець правління і суди

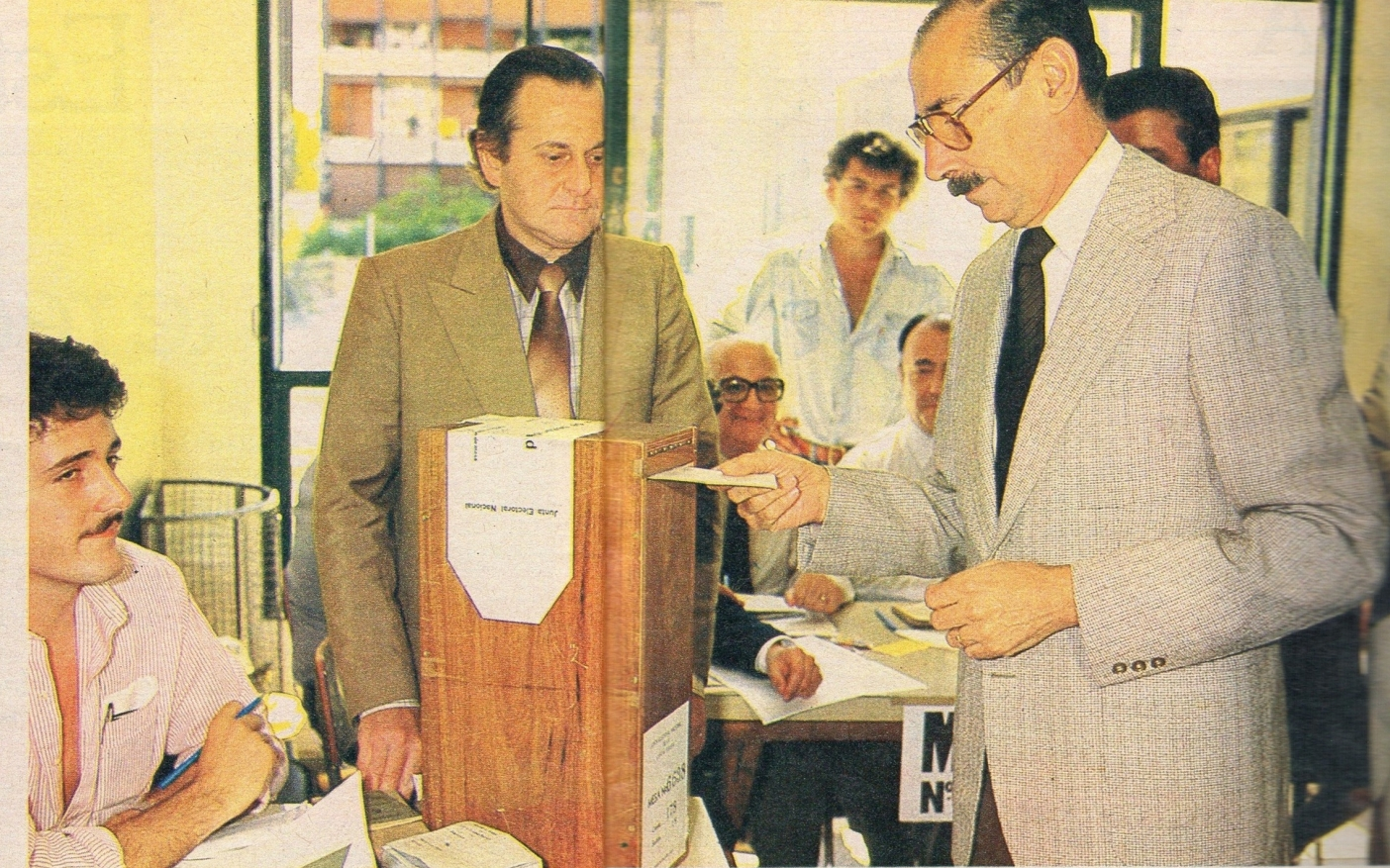
Хорхе Відела голосує на виборах 1983 року, які знаменували повернення демократії до Аргентини

Втративши опору всередині хунти, що стало безпосереднім наслідком недалекоглядної зовнішньої політики, 29 березня 1981 року Відела передав президентські повноваження генералу Роберто Едуардо Віолі. 7 квітня 1982 року Відела був присутнім на церемонії присяги генерала Маріо Бенхаміна Менендеса як губернатора Мальвінських островів. Того ж місяця розпочалася Фолклендська війна проти Сполученого Королівства, швидка поразка в якій призвела до краху режиму. Унаслідок цього 1983 року в країні було відновлено демократію. 
1985 року в межах процесу над хунтою новий аргентинський уряд судив колишніх високопоставлених офіцерів за злочини, скоєні під час диктатури. Віделу було заарештовано, він постав перед судом та був засуджений за масові вбивства, викрадення людей, тортури та інші злочини до довічного ув'язнення (крім нього таку ж міру покарання застосували тільки до адмірала Массери). 

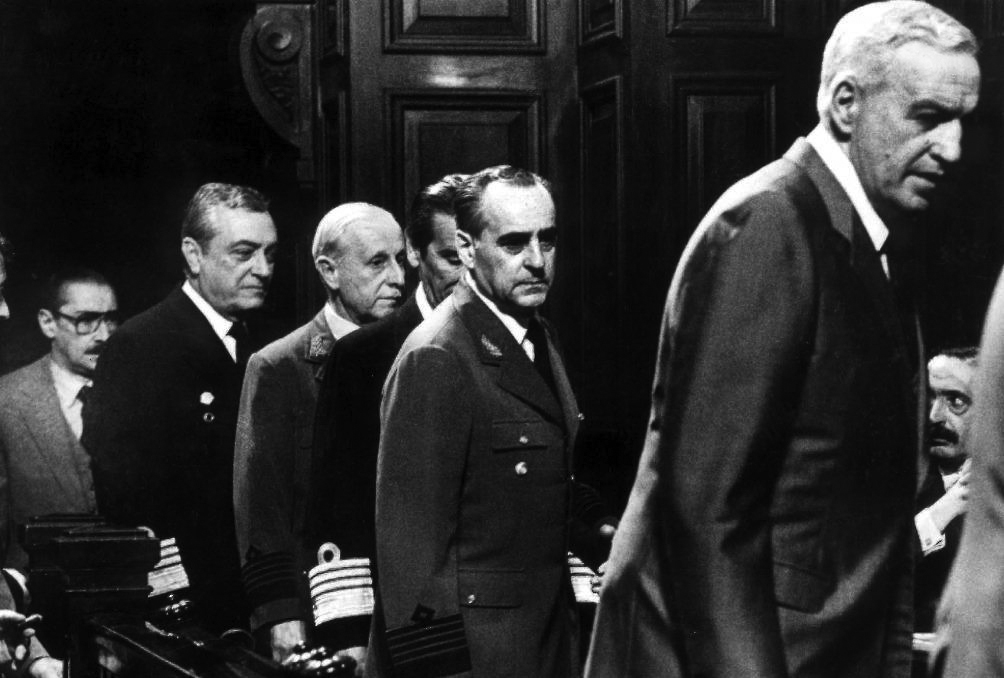
Суд над членами військової хунти, 22 квітня 1985 року. Обвинувачені входять до зали суду

Протягом наступних п'яти років Відела відбував покарання. Проте 1990 року президент Карлос Менем його помилував. Надалі він був поміщений під домашній арешт. 
1998 року суд визнав його винним у викраденні немовлят під час Брудної війни, включно з дитиною Сільвії Кінтели, та зникненні командирів Народної революційної армії (НРА) Маріо Роберто Сантучо та Беніто Уртеаги. Тоді генерал провів 38 днів у старій частині в'язниці міста  Касерос, однак через проблеми зі здоров'ям його повернули під домашній арешт, під яким він перебував до 10 жовтня 2008 року, коли його відправили до військової в'язниці. 
Після обрання президентом Нестора Кіршнера 2003 року в Аргентині знову почали вживати масштабних заходів, спрямованих на демонстрацію незаконності правління Відели. Уряд позбавив Віделу звання президента країни. 2003 року Конгрес скасував закон, який припиняв переслідування за злочини, скоєні за часів диктатури. 2005 року Верховний суд Аргентини постановив, що даний нормативний акт був неконституційним. 25 квітня 2007 року Верховний суд Аргентини скасував президентське помилування Відели та поновив його судимості за порушення прав людини.
2 липня 2010 року Відела постав перед судом за новими звинуваченнями у порушеннях прав людини, пов'язаними з убивством 31 в'язня під час його правління. За три дні слухань диктатор взяв на себе всю відповідальність за дії армії під час правління хунти. 22 грудня 2010 року судовий процес завершився. Віделу було засуджено до ще одного довічного ув'язнення. Відела у своє виправдання заявив, що силою зброї він зупиняв в країні хаос і насильство:
«Це була справедлива війна. Мали місце крайності і жах важко виправдати, але їх слід розуміти в рамках тієї жорстокості, яка властива військовому внутрішньому конфлікту»
Одразу після оголошення вироку його перевели до в'язниці для цивільних, де він уже не перебував у колі своїх однодумців на відміну від попереднього ув'язнення, яке відбував у спеціалізованій в'язниці для військових. 
5 липня 2012 року Віделу було засуджено ще до 50 років позбавлення волі за участь у схемі викрадення немовлят у батьків, утримуваних силовиками у 1976—1981 роках. Згідно з рішенням суду, Відела був співучасником «злочинів викрадення, утримання та приховування неповнолітніх, а також заміни їхніх особистих даних». Немовлят віддавали сім'ям військових для незаконного усиновлення, а особисті дані приховували. За оцінками незалежних правозахисних організацій, протягом усього періоду правління Відели було викрадено 400–500 немовлят, часто в матерів, які народжували у в'язницях, а потім безслідно зникали. До червня 2019 року 130 усиновлених отримали відновлені особисті дані.
Протягом судового розгляду Відела називав себе політичним в'язнем і у своїх заключних словах заявив, що будь-які викрадення дітей, що відбувалися, не були частиною систематичного плану: «Жінки, які народжували, яких я поважаю як матерів, були бойовиками, брали активну участь у машині терору. Багато хто використовував своїх ненароджених дітей як живий щит».
17 травня 2013 року Хорхе Відела помер уві сні під час відбування покарання у в'язниці міста Маркос-Пас. Розтин показав, що причиною смерті стали численні переломи та внутрішня кровотеча, спричинені тим, що 12 травня він впав, коли послизнувся у тюремному душі.
Згідно з рішенням військових судів, Відела та його поплічники не мали права на військові похорони. Тому родина генерала провела приватну церемонію.
Правозахисні організації з усього політичного спектру засудили Віделу, заявивши, що він помер, не визнавши, що знав про зниклих безвісти осіб та викрадених дітей, та нікому не викривши цієї інформації. 